# Altissimo
Altissimo település Olaszországban, Veneto régióban, Vicenza megyében. Lakosainak száma 2133 fő (2023. január 1.). Altissimo Brogliano, Crespadoro, Nogarole Vicentino, Recoaro Terme, San Pietro Mussolino, Valdagno és Vestenanova községekkel határos.

## Népesség
A település népességének változása:
| Lakosok száma | 2239 | 2227 | 2133 |
|               | 2017 | 2018 | 2023 |